# 미셸 보두앵
미셸 보두앵(프랑스어: Michelle Beaudoin, 1975년 8월 25일 ~ )은 캐나다의 영화배우이다.
에드먼턴에서 태어났다.

## 영화
- 웨이다운타운 (2000년)
- 선셋 스트립 (2000년)
- 스위트워터 (1999년)
- 콜드 스쿼드 (1998년) - 린지 모스 역
- 10대 마녀 사브리나 (1996년)
- 사브리나 - TV 시리즈 (1996년)
- 제3의 눈 (1995년)
- 다니엘 스틸 - 축복의 조건 (1995년)
- 해군생도 폴라 코프린 (1995년)
- 흑과 백 (1995년) - 완다 역